# Tetracanthella albanordica
Tetracanthella albanordica är en urinsektsart som beskrevs av Peja 1985. Tetracanthella albanordica ingår i släktet Tetracanthella och familjen Isotomidae. Inga underarter finns listade i Catalogue of Life.